# Sallertaine
 Sallertaine  es una población y comuna francesa, en la región de Países del Loira, departamento de Vendée, en el distrito de Les Sables-d'Olonne y canton de Challans.

## Demografía
| 1844 | 1784 | 2080 | 2325 | 2245 | 2235 |
| Para los censos de 1962 a 1999 la población legal corresponde a la población sin duplicidades (Fuente: INSEE [Consultar]) |      |      |      |      |      |